# Pericycos
Pericycos es un género de escarabajos longicornios.

## Especies
- Pericycos fruhstorferi Breuning, 1957
- Pericycos guttatus (Heller, 1898)
- Pericycos philippinensis Breuning, 1944
- Pericycos princeps (Pascoe, 1878)
- Pericycos sulawensis Hüdepohl, 1990
- Pericycos teragramus Gilmour, 1950
- Pericycos varieguttatus (Schwarzer, 1926)